# 아우타우곡역
아우타우곡역 (중국어 정체자: 牛頭角, 광둥어 예일: Ngàutàugok)은 홍콩 지하철 쿤통선의 역이다. 홍콩 가우룽 동부의 아우타우곡 지구에 위치해 있으며, 쿤통역과 까우룽베이역 사이에 있다. 1979년 10월 1일 쿤통선 첫 개통 당시에 문을 열었다.
아우타우곡 역은 군통선의 다섯 개 지상역 중 하나이며, 가우룽완역, 군통역과 함께 역 구조가 고가 개방형식으로 되어 있다. 이 역을 이용하는 승객의 대다수는 통근 고객이다. 지상역이라는 특성상 스크린도어 설치가 어려웠기 때문에 항철공사 측은 2011년 아우타우곡역에 스크린도어를 설치하지 않는 대신 승강장 자동문을 설치하였다.

## 역 구조

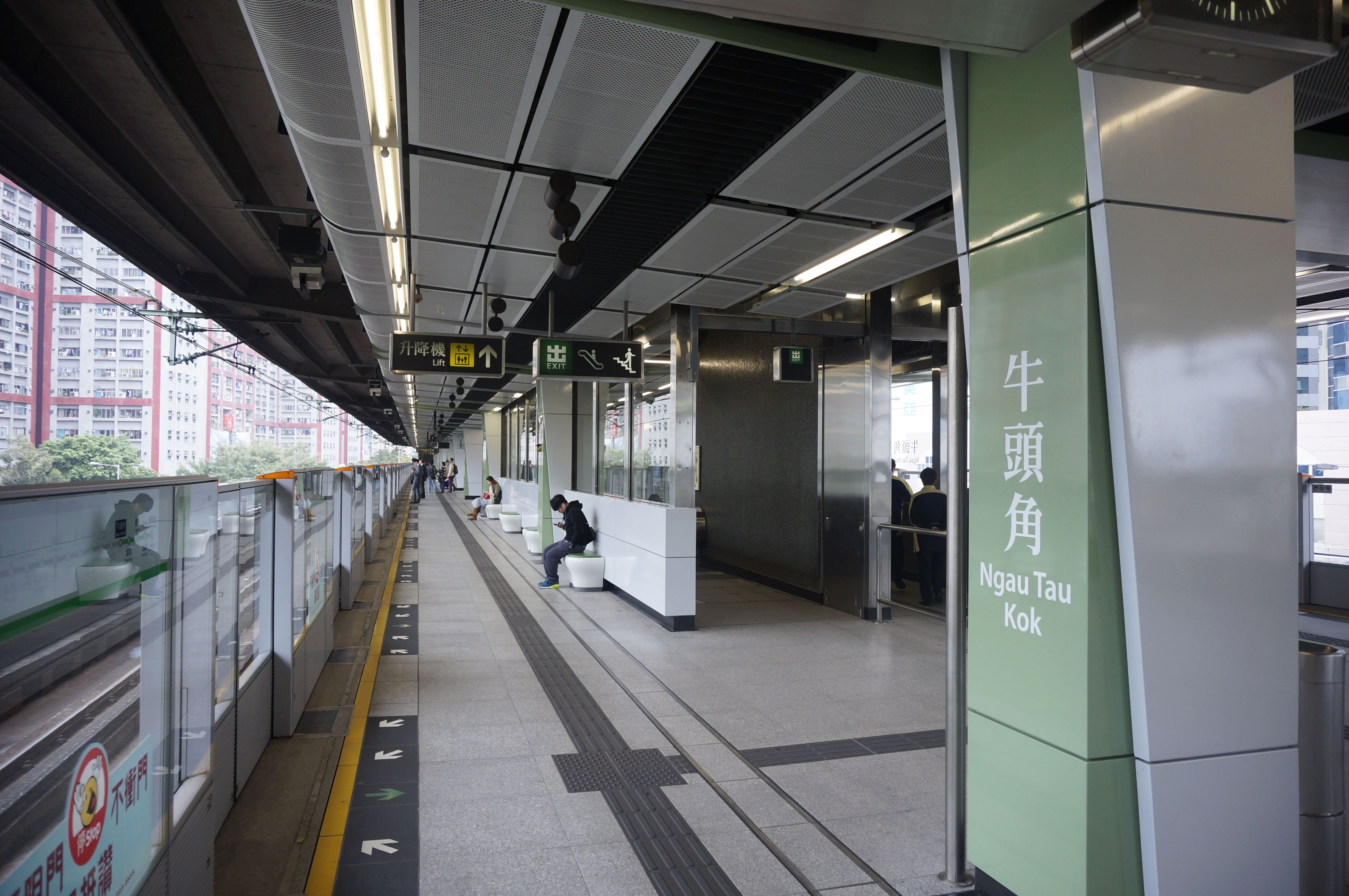
아우타우곡 역 승강장

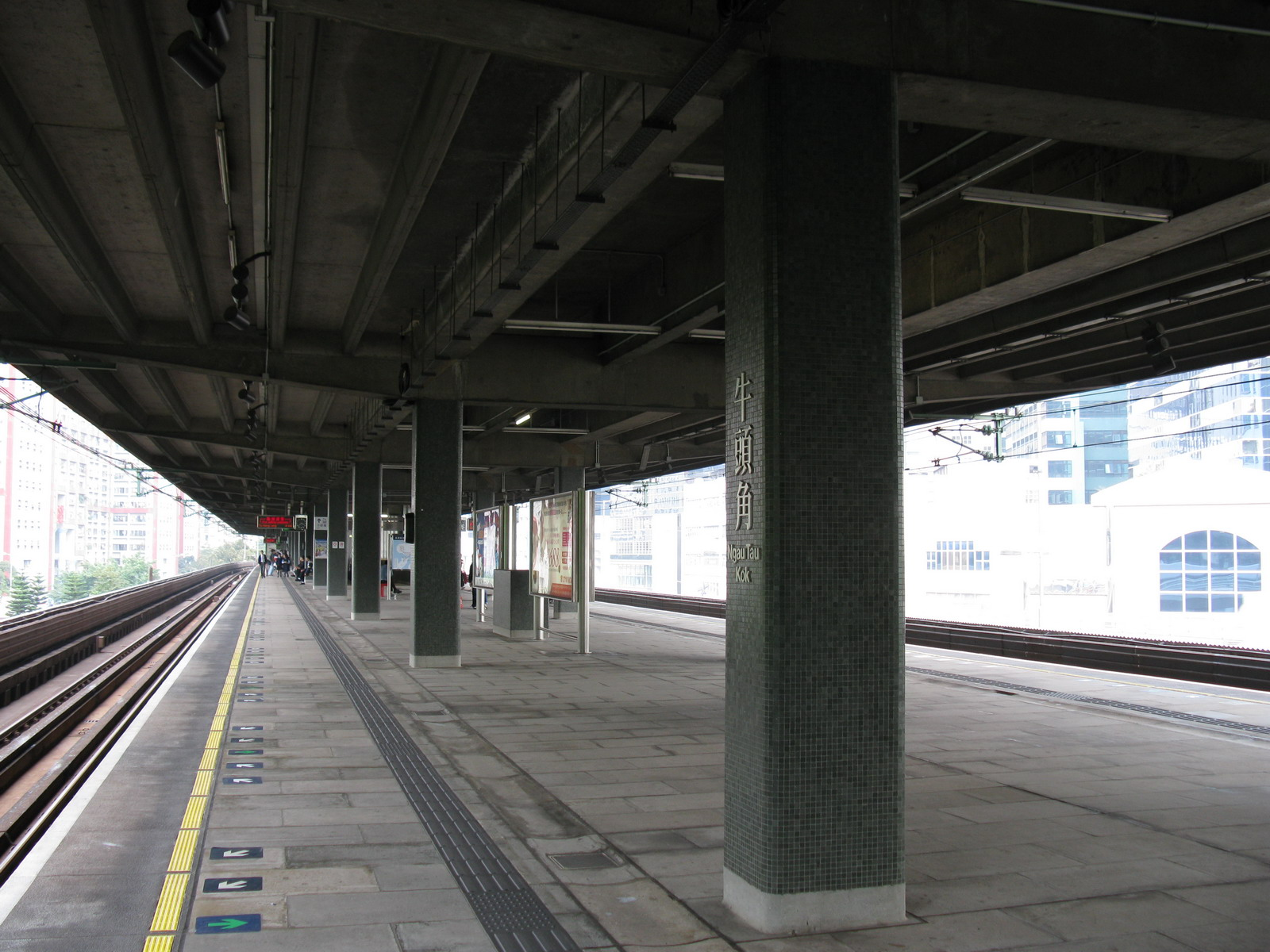
승강장 자동문이 설치되기 전의 아우타우곡 역

1번과 2번 승강장이 하나의 섬식 승강장을 공유한 구조이다. 또 역 동쪽 부분이 굴곡져 있기 때문에 승강장과 열차 사이의 간격이 크다.
| U1 승강장 | 승강장 1                   | → 군통선 티우겡렝 방면 (군통) →           |
| U1 승강장 | 섬식 승강장, 오른쪽문 열림 |                                           |
| U1 승강장 | 승강장 2                   | ← 군통선 웡보 방면 (가우룽완)             |
| G         | 대합실                     | 출입구, 고객 서비스, MTR샵                |
| G         | 대합실                     | 자판기, ATM기                             |
| -         | 지하보도                   | 가든 단지와 군통 산업지구로 향하는 지하도 |

## 출입구
- A: 밀레니엄 시티
- B1: 로투스 타워
- B2: 가든 단지
- B3: 아우타우곡 로
- B4: 쿤통로
- B5: 허우밍 거리
- B6: 라이입 거리[2]

## 대중교통

### 미니버스 노선
- 초이하 단지: 35 (A출입구)
- 홍콩 과기대: 104 (A출입구)
- 보람: 106 (A출입구)

### 버스 노선
- 다이곡서이: 13D (A출입구)
- 보닷: 13M (A출입구)
- 순리 단지/록와 단지: 23M (A출입구)
- 저이람 단지: 95M (A출입구)
- 렉윈 단지 (사틴): 89 (A출입구)
- 사틴와이: 89B (A출입구)
- 긴네이데이싱 (케네디 타운): 101 (A출입구)